# Лорен Джерман
Лорен Крістіна Джерман (англ. Lauren Christine German; нар. 29 листопада 1978, Гантінґтон-Біч) — американська акторка. Відома ролями Белінди у романтичній драмі «Пам'ятна прогулянка» (2002 року), дівчини-самовбивці у фільмі жахів «Техаська різанина бензопилою» (2003), героїні Бет у фільмі «Хостел 2» тощо. З 2016 року виконує головну роль детектива Клої Декер у серіалі «Люцифер».

## Життєпис
Лорен Крістін Джерман народилась 29 листопада 1978 року в Гантінґтон-Біч, Каліфорнія, США. Навчалася у Середній школі Лос-Аламітос та Середній школі мистецтв округу Орендж, де пройшла підготовку танцівниці. Також вступила до Університету Південної Каліфорнії, де вивчала антропологію.

## Кар'єра
2000 року дебютувала у романтичній комедії «Лише ти і я», де зіграла епізодичну роль жінки, закоханої до нестями. Того ж 2002 року посіла 47 місце в списку «Hot 100 of 2002» за версією журналу «Maxim». Разом із Шейном Вестом та Менді Муром з'явилася у романтичній драмі 2002 року під назвою «Пам'ятна прогулянка» (адаптація однойменного роману Ніколаса Спаркса), де зіграла роль Белінди, дівчини, яку покидає Лендон Картер (Вест). 2003 року проходила проби на роль Ерін у фільмі «Техаська різанина бензопилою», але в підсумку отримала епізодичну, проте ефектну роль попутниці.
Найбільш відома завдяки ролі Бет у фільмі «Хостел 2». 2011 року Лорен виконала головну роль у фільмі «Розділювач», а у 2011—2012 роках знімалась у серіалі «Гаваї 5.0». З 2012 по 2015 входила до головного акторського складу серіалу «Пожежники Чикаго», за роль у якому 2015 року була номінована на премію «Вибір народу» в категорії «Улюблений телеперсонаж, якого нам найбільш за все не вистачає».
З 2016 року грає роль Клої Декер — детектива Департаменту поліції Лос-Анджелеса  у серіалі «Люцифер», який виходив спочатку на телеканалі FOX, а пізніше був викуплений стрімінговою платформою Netflix.

## Фільмографія
| Рік       |    | Українська назва                | Оригінальна назва               | Роль              |
| --------- | -- | ------------------------------- | ------------------------------- | ----------------- |
| 2000      | ф  | Лише ти і я                     | Down to You                     | дівчина           |
| 2000      | с  | Факультет                       | Undressed                       | Кімі              |
| 2001      | тф | Любов до ляльок з дробовиком    | Shotgun Love Dolls              | Бет               |
| 2001      | с  | Сьоме небо                      | 7th Heaven                      | Мері              |
| 2002      | с  | Повернення до Каліфорнії        | Going to California             | Тіфані            |
| 2002      | ф  | Пам'ятна прогулянка             | A Walk to Remember              | Белінда           |
| 2002      | ф  | Ходячі трупи                    | Dead Above Ground               | Дарсі Пітерс      |
| 2002      | ф  | Нічна лихоманка в середині літа | A Midsummer Night's Rave        | Елєна             |
| 2003      | тф | Самотній рейнджер               | The Lone Ranger                 | Емілі Ландрі      |
| 2003      | тф | Техаська різанина бензопилою    | The Texas Chainsaw Massacre     | дівчина-самогубця |
| 2005      | ф  | Проста брехня                   | Rx                              | Меліса            |
| 2005      | ф  | Не озираючись                   | Standing Still                  | Дженіфер          |
| 2005      | ф  | Особливо небезпечні             | Piggy Banks                     | Джетлі            |
| 2005      | с  | Секс, кохання і таємниці        | Sex, Love & Secrets             | Роуз              |
| 2006      | тф | Капітуляція Дороті              | Surrender, Dorothy              | Медді             |
| 2007      | ф  | В порядку. Все в порядку        | It Is Fine. Everything Is Fine! | Рут               |
| 2007      | ф  | Тут і зараз                     | You Are Here                    | Кесі              |
| 2007      | ф  | Кохання та Мері                 | Love and Mary                   | Мері              |
| 2007      | ф  | Хостел 2                        | Hostel: Part II                 | Бет               |
| 2007      | ф  | Те що ми робимо - таємниця      | What We Do Is Secret            | Белінда           |
| 2008      | ф  | Ходи вбивць                     | Mating Dance                    | Еббі              |
| 2009      | ф  | Створені одне для одного        | Made for Each Other             | Кетрін            |
| 2009      | ф  | Територія пітьми 3D             | Dark Country                    | Джина             |
| 2010      | с  | Щасливе місто                   | Happy Town                      | Генлі/Хлоя Бун    |
| 2011      | с  | Жива мішень                     | Human Target                    | Енджи Андерсон    |
| 2011      | ф  | Розділювач                      | The Divide                      | Єва               |
| 2011      | с  | Мемфіс Біт                      | Memphis Beat                    | Кейлі Слейтер     |
| 2011—2012 | с  | Гаваї 5.0                       | Hawaii Five-0                   | Лорі Вестон       |
| 2014      | с  | Поліція Чикаго                  | Chicago P.D.                    | Леслі Шей         |
| 2012—2015 | с  | Пожежники Чикаго                | Chicago Fire                    | Леслі Шей         |
| 2016—2021 | с  | Люцифер                         | Lucifer                         | Хлоя Декер        |